# Harold Caballeros
Harold Caballeros (Ciudad de Guatemala, Guatemala, 20 de junio de 1956) es un abogado, empresario, pastor evangélico y político. Se ha desempeñado en el campo académico y religioso, fue Secretario General del Partido Visión con Valores.
Como orador ha disertado en conferencias en más de 45 países de Latinoamérica, Europa y Asia. Participó activamente como facilitador en el Plan Visión de País, el cual consolida el papel de los partidos políticos como interlocutores válidos entre la sociedad y el Estado. 
Actualmente se mantiene al margen de la vida política y nuevamente tiene participación como orador en Ministerios El Shaddai.

## Estudios
Estudió desde primaria hasta diversificado, graduándose de Bachiller en Ciencias y Letras en el Liceo Javier. Es Abogado y Notario por la Universidad Francisco Marroquín (UFM). Posee una Maestría en Relaciones Internacionales por la Escuela de Diplomacia FLETCHER de la Universidad de TUFTS, y otra en Negocios por la Universidad de Miami, Florida. Asimismo, cuenta con un Doctorado en Teología y un Postgrado en Sociología por el Centro de Investigaciones y Desarrollo para Asuntos Internacionales Weatherhead, de la Universidad de Harvard.

## Vida
Harold Caballeros nació en la ciudad de Guatemala en 1956, hijo de Osberto Caballeros, ya fallecido, y Coralia López. Familia
Está casado desde hace 30 años con Cecilia de Caballeros. Tienen cuatro hijos: Harold, Grace, Michelle y Oswaldo.

### Ministerios El Shaddai
Fundador de Ministerios El Shaddai, que consiste en una iglesia local con más de 12,000 miembros en la ciudad de Guatemala y más de ochenta iglesias filiales en varios países de América y Europa. Después de servir por más 20 años como Pastor General, Caballeros anunció su retiro en el 2004, quedando al frente del equipo pastoral su esposa Cecilia de Caballeros, sien embargo luego de su retiro en la política siguió formando parte de esta organización muchos años después.

### Corporación de Radios Stereo Visión
Fue presidente y fundador de Corporación de Radios Stereo Visión Archivado el 8 de octubre de 2010 en Wayback Machine. que consta de 25 estaciones de radio a nivel nacional, que se transmitieron al aire desde 1996 hasta 2019 tras la venta de sus repetidoras a Emisoras Unidas para el nacimiento de Radio "La Tronadora".

## Carrera política
En 2007 inicia su carrera política fundando el Partido Visión con Valores, VIVA en donde funge como Secretario General. El 25 de agosto del mismo año, celebró su primera asamblea general en el Parque de la Industria.
VIVA es un movimiento social, cimentado en un partido político, con una ideología de Visión a largo plazo y Valores, basada en el republicanismo clásico. Cuenta con representatividad en los 22 departamentos del país. Su propuesta se basa en la Visión a largo plazo y el aspecto moral como rector del comportamiento del hombre, la familia, la sociedad y por supuesto el gobierno.
El 8 de abril VIVA presentó el Plan 2050, que consiste en un modelo de desarrollo para Guatemala, de acuerdo a sus ventajas competitivas y el uso adecuado de los recursos que posee, tomando como referencia los valores y la cultura. Cuenta con el apoyo del Centro de Estudios e Investigaciones para el Desarrollo de América Latina (CEIDAL) en el diseño, elaboración, auditoría y medición de la implementación de políticas públicas.

### Unidos por Guatemala
El 23 de noviembre de 2010 se oficializó una alianza cívico-electoral entre Visión con Valores (VIVA) y el partido Acción de Desarrollo Nacional (ADN). Esta iniciativa buscó integrar a varias agrupaciones políticas para trabajar con una agenda legislativa en conjunto a manera de darle prioridad a iniciativas de ley de urgencia nacional. 

### Coalición VIVA-EG
El 6 de marzo de 2011 se anunció una coalición entre Visión con Valores (VIVA) y el partido Encuentro por Guatemala (EG) dirigido por la parlamentaria Nineth Montenegro. Ambas agrupaciones corrieron juntas en los comicios de septiembre de 2011, obteniendo 274,957 votos y logrando seis diputaciones y cinco alcaldías. 

### Alianza PP
El 18 de septiembre de 2011 a través de una conferencia de prensa, Harold Caballeros hizo público el apoyo al Partido Patriota (PP) para la segunda vuelta electoral. Recalcando que su apoyo es condicionado a la ejecución de planes que compartían similitud entre ambos planes de gobierno, no representando una aceptación ni mucho menos ideales compartidos.
Harold Caballeros fue designado como Ministro de Relaciones Exteriores, enfrentándose así a los retos de inmigración, restablecer las relaciones diplomáticas con otros países y reestructurar el Ministerio. Caballeros dejó el puesto en 2013.

## Proyección Social

### Fundaciones
Ha instituido dos fundaciones: FUEDES (Fundación Educativa El Shaddai), que cuenta con 19 colegios en diferentes partes del país, basándose en la educación cristiana como medio para inculcar una cosmovisión de valores y principios que afectan la nación. Y Fundación Manos de Amor, institución que provee ayuda humanitaria integral, educación y proyectos de desarrollo sostenible.

### Universidad San Pablo de Guatemala
El 23 de marzo de 2006 funda la Universidad San Pablo de Guatemala en donde fungió como Rector. La visión de la Universidad, nació de la necesidad de contar con una institución que pudiera contribuir a la formación de la sociedad a través de una educación adecuada, por medio de la cual se puede impactar a los estudiantes no solo en el ámbito académico, sino también en los principios, valores éticos y morales para que, al ser profesionales, puedan ser agentes de transformación en la sociedad en donde actúen.

## Obras Literarias
Ha escrito varios libros motivacionales, de crecimiento personal y formación espiritual.
- Caballeros, Harold (1999). De victoria en victoria. Betania. ISBN 0-88113-541-0.

- Caballeros, Harold (2002). Dios te invita a soñar. Argentina: Peniel. ISBN 987-9038-84-3.

- Caballeros, Harold (2003). El poder transformador del evangelio de Jesucristo. Argentina: Peniel. ISBN 987-557-011-7.

- Caballeros, Harold y Mell Winger (2005). El poder transformador del avivamiento. Argentina: Peniel. ISBN 987-557-089-3.